# Понферрадский замок
Понферрадский замок (исп. Castillo de Ponferrada) — средневековая крепость тамплиеров в городе Понферрада в северо-испанской провинции Леон.

## Описание
Фундамент замка имеет форму многоугольника. Северная часть была построена в XII веке. В XV веке замок был расширен, а в XIX и XX веке подвергся ещё одному расширению и перестройке.

## История
Изначально замок вероятно был кельтским укреплением. В 1178 году рыцари ордена тамплиеров получили от короля Фердинанда II Леонского разрешение на сооружение крепости в Понферраде. Она должна была служить в том числе для защиты паломников по пути в Сантьяго-де-Компостела. Однако Альфонсо IX в 1198 году отнял замок у тамплиеров, так как они поддерживали его противника, Альфонсо VIII Кастильского. В 1211 году тамплиеры получили Понферрадский замок назад в обмен на несколько других замков.
Во время преследования тамплиеров, испанский магистр ордена Родриго Янес в 1307 году передал Поферрадский замок брату Фердинанда IV Кастильского инфанту Филиппу, чтобы спасти замок от конфискации. В 1480 году замком овладел восставший против королевской власти Родриго Осорио. Замок осаждался королевским войском и был взят им в 1486 году.
С 1850 года замок начал приходить в упадок. Городские власти продали его стены и начали использовать их в качестве строительных материалов. Двор замка был сдан в аренду как пастбище для домашних животных и временно использовался даже как поле для игры в футбол. Лишь в 1924 году Понферрадский замок был объявлен национальным памятником и взят под защиту государства.